# Acantholaimus longisetosus
Acantholaimus longisetosus är en rundmaskart som beskrevs av Allgen 1933. Acantholaimus longisetosus ingår i släktet Acantholaimus och familjen Comesomatidae. Inga underarter finns listade i Catalogue of Life.